# Cicer korshinskyi
Cicer korshinskyi är en ärtväxtart som beskrevs av Igor Alexandrovich Linczevski. Cicer korshinskyi ingår i släktet kikärter, och familjen ärtväxter. Inga underarter finns listade i Catalogue of Life.